# Proctoporus
Proctoporus – rodzaj jaszczurek z rodziny okularkowatych (Gymnophthalmidae).

## Zasięg występowania
Rodzaj obejmuje gatunki występujące w Peru, Boliwii i Argentynie. 

## Systematyka

### Etymologia
Proctoporus: gr. πρωκτος prōktos „odbyt, tył”; πωρος pōros „stwardnienie, modzel”.

### Podział systematyczny
Do rodzaju należą następujące gatunki:

- Proctoporus bolivianus Werner, 1910
- Proctoporus carabaya Goicoechea, Padial, Chaparro, Castroviejo-Fisher & De la Riva, 2013
- Proctoporus chasqui (Chávez, Siu-Ting, Duran & Venegas, 2011)
- Proctoporus guentheri (Boettger, 1891)
- Proctoporus iridescens Goicoechea, Padial, Chaparro, Castroviejo-Fisher & De la Riva, 2013
- Proctoporus katerynae Mamani, Cruz, Mallqui & Catenazzi, 2022
- Proctoporus kiziriani Goicoechea, Padial, Chaparro, Castroviejo-Fisher & De la Riva, 2013
- Proctoporus lacertus (Stejneger, 1913)
- Proctoporus laudahnae Köhler & Lehr, 2004
- Proctoporus machupicchu Mamani, Goicoechea & Chaparro, 2015
- Proctoporus optimus Mamani, Cruz, Mallqui & Catenazzi, 2022
- Proctoporus oreades (Chávez, Siu-Ting, Duran & Venegas, 2011)
- Proctoporus otishi Mamani & Rodríguez, 2022
- Proctoporus pachyurus Tschudi, 1845
- Proctoporus rahmi (de Grijs, 1936)
- Proctoporus spinalis (Boulenger, 1911)
- Proctoporus sucullucu Doan & Castoe, 2003
- Proctoporus titans Lehr, Cusi, Fernandez, Vera & Catenazzi, 2022
- Proctoporus unsaacae Doan & Castoe, 2003
- Proctoporus xestus (Uzzell, 1969)